# Euronext
Euronext N.V. (kortform för European New Exchange Technology är en europeisk aktiebörs med säte i Paris och med verksamhet i Belgien, Frankrike, Nederländerna, Portugal och Storbritannien och Norge. Euronext bildades 22 september 2000 då börserna i Paris, Bryssel och Amsterdam gick samman. 2001 förvärvades London International Financial Futures and Options Exchange och 2002 Lissabonbörsen. Euronext var 2006 världens sjätte största värdepappersbörs. 
Under 2006 lade New York-börsen ett bud på Euronext. Trots konkurrerande bud från Frankfurtbörsen gick förvärvet igenom i början av 2007. Idag heter det sammanslagna företaget NYSE Euronext. 
Euronext har utökat sitt europeiska fotavtryck och diversifierat sina intäktsströmmar genom att förvärva FastMatch, (nu Euronext FX), en global valutamarknadsoperatör, 2017, den irländska börsen 2018 (nu Euronext Dublin), Oslo Børs VPS, ägaren av den norska börsen 2019.